# Eliasz I (prawosławny patriarcha Antiochii)
Eliasz I – chalcedoński patriarcha Antiochii w latach 840–852.